# Frans Van Hassel
Frans Van Hassel (Merksem, 1 augustus 1910 - Schoten (België), 3 juli 1996) was een Belgisch beroepswielrenner van 1932 tot en met 1951.

## Carrière
Frans Van Hassel vergaarde bij de professionals 22 zeges in wegwedstrijden, waaronder twee Vlaamse semi-wielerklassiekers uit die tijd: de Ronde van Limburg in 1935 en de Drie Zustersteden in 1939 te Antwerpen. Het resulteerde in 1935 in de titel "Koning der kermiskoersen" voor hem. In de Scheldeprijs te Schoten in 1936, behaalde Van Hassel een tweede plaats na Marcel Van Schil, nooit deed een Schotenaar beter. In 1938, vergaarde Van Hassel een eerste plaats in het regelmatigheidscriterium van alle Belgische koersen. De Schotenaar was tijdens en na de Tweede Wereldoorlog enige jaren inactief, maar vanaf augustus 1947 nam hij de draad weer op als beroepsrenner. Op 39-jarige leeftijd, in 1949, won hij zijn laatste profwedstrijd de GP Frans Melckenbeeck in Lede.
Hij reed zijn gehele carrière in dienst van het fietsenbedrijf Bristol van de gebroeders Huysmans uit Mol, behalve in augustus 1935, toen hij voor Genial-Lucifer reed, tijdens de Tour de l'Ouest in Frankrijk. Voor Bristol reden in dezelfde periode onder andere ook de wereldkampioenen Karel Kaers en Rik Van Steenbergen. Het boegbeeld van de stal was echter Frans Van Hassel, aangezien hij van 1930 tot en met 1951 voor Bristol Mol reed.

## Erelijst
1932
- 1e in Mechelen
- 2e in Hoogerheide
- 18e in Scheldeprijs

1933
- 2e in Mariaburg
- 11e in Nationale Sluitingsprijs Putte-Kapellen

1934
- 3e in Mariaburg
- 4e in Schaal Sels
- 5e in Acht Van Chaam
- 6e in Criterium Herentals
- 7e in GP Lucien Van Impe (Mere)
- 12e in Scheldeprijs
- 20e in Omloop der Vlaamse Gewesten

1935
- 1e in Ronde van Limburg
- 1e in Sint Kruis Brugge
- 1e in Sint Amandsberg
- 1e in Turnhout
- 1e in GP Dr. Eugeen Roggeman Stekene
- 1e in Ekeren
- 2e in Mariaburg
- 2e in GP Stad Antwerpen
- 2e in Lochristi
- 3e in Kortrijk Koerse
- 3e in Ossendrecht
- 4e in 4e Etappe Ronde Van België (Oostende)
- 5e in Nationale Sluitingprijs Putte-Kapellen
- 5e in Sint-Pieters prijs Torhout
- 7e in Omloop der Vlaamse Gewesten
- 7e in 6e Etappe Ronde Van België (Brussel)
- 8e in Kampioenschap van Vlaanderen (Koolskamp)
- 8e in Grote 1 Mei-prijs Hoboken
- 9e in Ronde van Vlaanderen
- 10e in GP stad Vilvoorde
- 10e in 5e Etappe Ronde Van België (Antwerpen)
- 11e in Algemeen Klassement Ronde Van België
- 21e in Luik-Bastenaken-Luik

1936
- Belgisch Kampioen Interclub Tweede Categorie met Calixberghe Sportif
- 1e in GP Frans Melckenbeeck in Lede
- 1e in Heistse Pijl
- 2e in Scheldeprijs Schoten
- 2e in Erembodegem
- 2e in Mechelen Criterium
- 2e in Hombeek
- 2e in Internationaal Wielercriterium Vlissingen[1]
- 2e in Boom
- 2e in 2e Etappe Ronde van België (Namen)
- 3e in Antwerpen Kiel
- 3e in Opglabbeek
- 3e in GP Noord Vlaanderen Ertvelde
- 3e in Princenhage Breda
- 4e in 5e Etappe Ronde van België (Brussel)
- 7e in Algemeen Klassement Ronde van België
- 7e in Grote Prijs Marcel Kint
- 10e in 4e Etappe Ronde Van België (Luik)
- 11e in Ronde Van Limburg
- 38e in Luik-Bastenaken-Luik

1937
- 1e in Waasmunster
- 1e in Wouw Roosendaal
- 2e in Kontich
- 2e in Kortrijk Koerse
- 2e in GP Dr. Eugeen Roggeman Stekene
- 2e in Kieldrecht
- 3e in Eindhoven
- 3e in Sint-Pieters prijs Torhout
- 3e  in Ertvelde
- 3e in Borgerhout
- 3e in GP Lucien Van Impe Mere
- 5e in Criterium Aalst
- 7e in Grote 1 Mei-prijs Hoboken
- 7e in 1e Etappe Ronde Van België (Oostende)
- 8e in Nationale Sluitingsprijs Putte- Kapellen
- 8e in GP Stad Antwerpen
- 9e in 4e Etappe Ronde van België (Luik)
- 10e in 5e Etappe Ronde Van België (Brussel)
- 12e in Algemeen Klassement Ronde van België
- 15e in Belgisch Kampioenschap (Brugge)
- 18e in Omloop der Vlaamse Gewesten
- 21e in Scheldeprijs

1938
- 1e in Deurne
- 1e in Wingene Koers
- 1e in Deurne-Zuid
- 1e in Kortrijk Koerse
- 1e in Beverlo
- 1e in Hemiksem
- 2e in Grote 1 Mei-prijs Hoboken
- 2e in Boom
- 2e in Turnhout
- 3e in Wouw Roosendaal
- 3e in Lochristi
- 5e in Belgisch Kampioenschap (Franchorchamps)
- 7e in Tielt-Antwerpen-Tielt
- 7e in Omloop Midden-Vlaanderen (Deinze)
- 11e in Schaal Sels

1939
- 1e in Ronde van Ossendrecht[2]
- 1e in De Drie Zustersteden Antwerpen
- 2e in Turnhout
- 2e in Sint-Lievens-Houtem
- 5e in Scheldeprijs
- 8e in Tielt-Antwerpen-Tielt
- 22e in Belgisch Kampioenschap (Luik)

1942
- 3e in Kemzeke
- 5e in Criterium Herentals
- 9e in Scheldeprijs
- 10e in Schaal Sels
- 10e in Criterium Sint Niklaas
- 13e in De Drie Zustersteden  Antwerpen

1943
- 1e in Machelen
- 2e in Criterium Herentals
- 2e in Mariakerke
- 3e in Itegem
- 3e in Merelbeke
- 3e in GP Frans Melckenbeeck in Lede
- 5e in Nationale Sluitingsprijs Putte-Kapellen
- 6e in Criterium Sint-Niklaas
- 8e in Schaal Sels
- 9e in GP Noord-Vlaanderen Ertvelde
- 43e in Scheldeprijs
- 1947
- 17e in Nationale Sluitingsprijs Putte-Kapellen

1948
- 1e in Petegem-Deinze
- 2e in Steendorp
- 2e in Putte Mechelen
- 2e in Roeselare
- 2e in Hoegaarden
- 2e in Sleidinge
- 4e in Nationale Sluitingsprijs Putte-Kapellen
- 9e in Heistse Pijl
- 9e in Acht van Brasschaat
- 10e in Grote GP Jef Somers Hoboken
- 14e in De Drie Zustersteden Antwerpen
- 19e in Scheldeprijs

1949
- 1e in GP Frans Melckenbeeck in Lede
- 2e in Melsele
- 2e in Antwerpen
- 3e in Montenaken
- 6e in Omloop van Oost-Vlaanderen Ertvelde
- 7e in Nationale Sluitingsprijs Putte-Kapellen
- 8e in Criterium Peer
- 9e in GP Dr. Eugeen Roggeman Stekene
- 12e in Tielt-Antwerpen-Tielt

1950
- 13e in Scheldeprijs
- 14e in GP Briek Schotte Desselgem

1951
- 13e in GP Stad Antwerpen

## Resultaten in voornaamste wedstrijden
1935
- 9e Ronde Van Vlaanderen
- 21e Luik-Bastenaken-Luik

1936
- 38e Luik-Bastenaken-Luik

## Ploegen als beroepsrenner
- 1932-1939 Bristol Mol
- 1942-1943 Bristol Mol
- 1947-1951 Bristol Mol